# Cecilia Manzo
Cecilia Manzo Orañegui (7 maggio 1969) è un'ex cestista messicana.

## Carriera
Con il Messico ha disputato i Campionati americani del 1993.